# Lasioglossum pulvitectum
Lasioglossum pulvitectum är en biart som först beskrevs av Cockerell 1915.  Lasioglossum pulvitectum ingår i släktet smalbin, och familjen vägbin. Inga underarter finns listade i Catalogue of Life.

## Bildgalleri

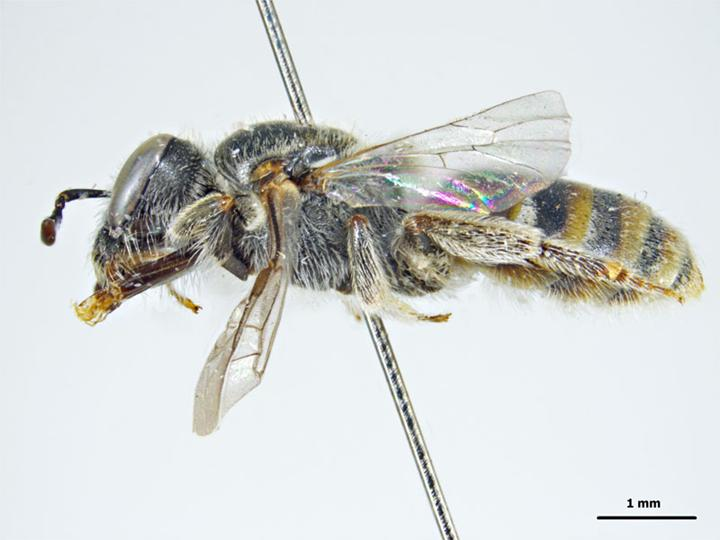
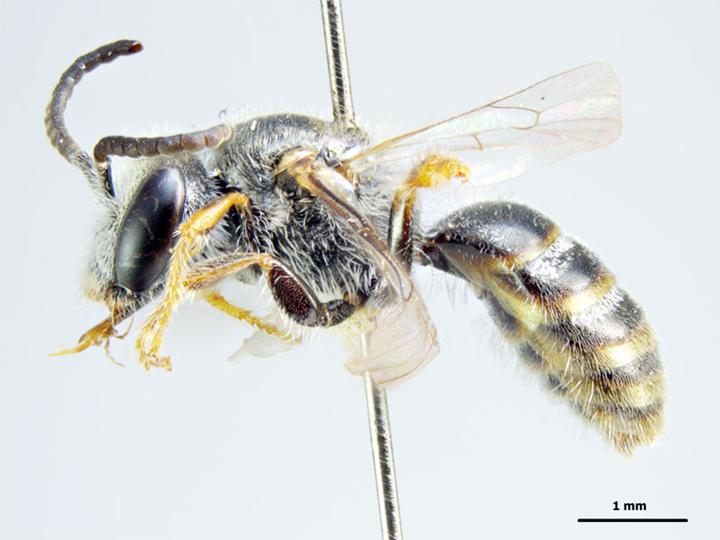